# Glun
Glun és un municipi francès situat al departament de l'Ardecha i a la regió d'Alvèrnia-Roine-Alps. L'any 2007 tenia 658 habitants.

## Demografia

### Població
El 2007 la població de fet de Glun era de 658 persones. Hi havia 244 famílies de les quals 55 eren unipersonals (12 homes vivint sols i 43 dones vivint soles), 63 parelles sense fills, 118 parelles amb fills i 8 famílies monoparentals amb fills.
La població ha evolucionat segons el següent gràfic:
Habitants censats

### Habitatges
El 2007 hi havia 268 habitatges, 242 eren l'habitatge principal de la família, 10 eren segones residències i 16 estaven desocupats. 245 eren cases i 22 eren apartaments. Dels 242 habitatges principals, 175 estaven ocupats pels seus propietaris, 65 estaven llogats i ocupats pels llogaters i 2 estaven cedits a títol gratuït; 2 tenien una cambra, 10 en tenien dues, 31 en tenien tres, 64 en tenien quatre i 135 en tenien cinc o més. 198 habitatges disposaven pel capbaix d'una plaça de pàrquing. A 91 habitatges hi havia un automòbil i a 139 n'hi havia dos o més.

### Piràmide de població
La piràmide de població per edats i sexe el 2009 era:
| Homes | Edats   | Dones |
| ----- | ------- | ----- |
| 0     | 95 o +  | 0     |
| 0     | 90 a 94 | 0     |
| 4     | 85 a 89 | 4     |
| 4     | 80 a 84 | 0     |
| 4     | 75 a 79 | 4     |
| 12    | 70 a 74 | 8     |
| 4     | 65 a 69 | 4     |
| 12    | 60 a 64 | 16    |
| 8     | 55 a 59 | 12    |
| 16    | 50 a 54 | 4     |
| 16    | 45 a 49 | 12    |
| 28    | 40 a 44 | 28    |
| 16    | 35 a 39 | 12    |
| 24    | 30 a 34 | 32    |
| 24    | 25 a 29 | 24    |
| 8     | 20 a 24 | 4     |
| 24    | 15 a 19 | 16    |
| 24    | 10 a 14 | 20    |
| 20    | 5 a 9   | 20    |
| 16    | 0 a 4   | 20    |

## Economia
El 2007 la població en edat de treballar era de 433 persones, 352 eren actives i 81 eren inactives. De les 352 persones actives 320 estaven ocupades (178 homes i 142 dones) i 33 estaven aturades (18 homes i 15 dones). De les 81 persones inactives 20 estaven jubilades, 38 estaven estudiant i 23 estaven classificades com a «altres inactius».

### Ingressos
El 2009 a Glun hi havia 233 unitats fiscals que integraven 641,5 persones, la mediana anual d'ingressos fiscals per persona era de 17.900 €.

### Activitats econòmiques
Dels 19 establiments que hi havia el 2007, 1 era d'una empresa de fabricació d'altres productes industrials, 6 d'empreses de construcció, 1 d'una empresa de comerç i reparació d'automòbils, 1 d'una empresa d'informació i comunicació, 1 d'una empresa financera, 6 d'empreses de serveis i 3 d'empreses classificades com a «altres activitats de serveis».
Dels 8 establiments de servei als particulars que hi havia el 2009, 2 eren paletes, 1 guixaire pintor, 3 fusteries, 1 perruqueria i 1 saló de bellesa.
L'únic establiment comercial que hi havia el 2009 era una botiga de menys de 120 m².
L'any 2000 a Glun hi havia 19 explotacions agrícoles que ocupaven un total de 240 hectàrees.

## Equipaments sanitaris i escolars
El 2009 hi havia una escola elemental.

## Poblacions més properes
El següent diagrama mostra les poblacions més properes.